# Compagnie départementale du Haut-Rhin pour la recherche de houille
Vous lisez un « bon article » labellisé en 2015.
La Compagnie départementale du Haut-Rhin pour la recherche de nouvelles mines de houille est une société minière anonyme qui a réalisé de nombreuses recherches entre 1822 et 1832 dans le bassin houiller stéphanien sous-vosgien, plus précisément dans le sud du Haut-Rhin dont une partie deviendra le Territoire de Belfort ainsi que dans le bassin houiller de la vallée de Villé, dans l'espoir de trouver une continuité au gisement de houille exploité dans les mines de Ronchamp depuis le milieu du XVIIIe siècle.
Les travaux sont souvent abandonnés avant d'atteindre le terrain houiller et offrent des résultats négatifs ou peu convaincants. Néanmoins, cette campagne de recherche permet de mieux connaître le sous-sol du département et de conclure que les sources d'énergie doivent y être importées.

## Localisation
| - Sous-vosgien-stéphanien            |
| - Vallée de Villé                    |
| - Zones prospectées par la compagnie |

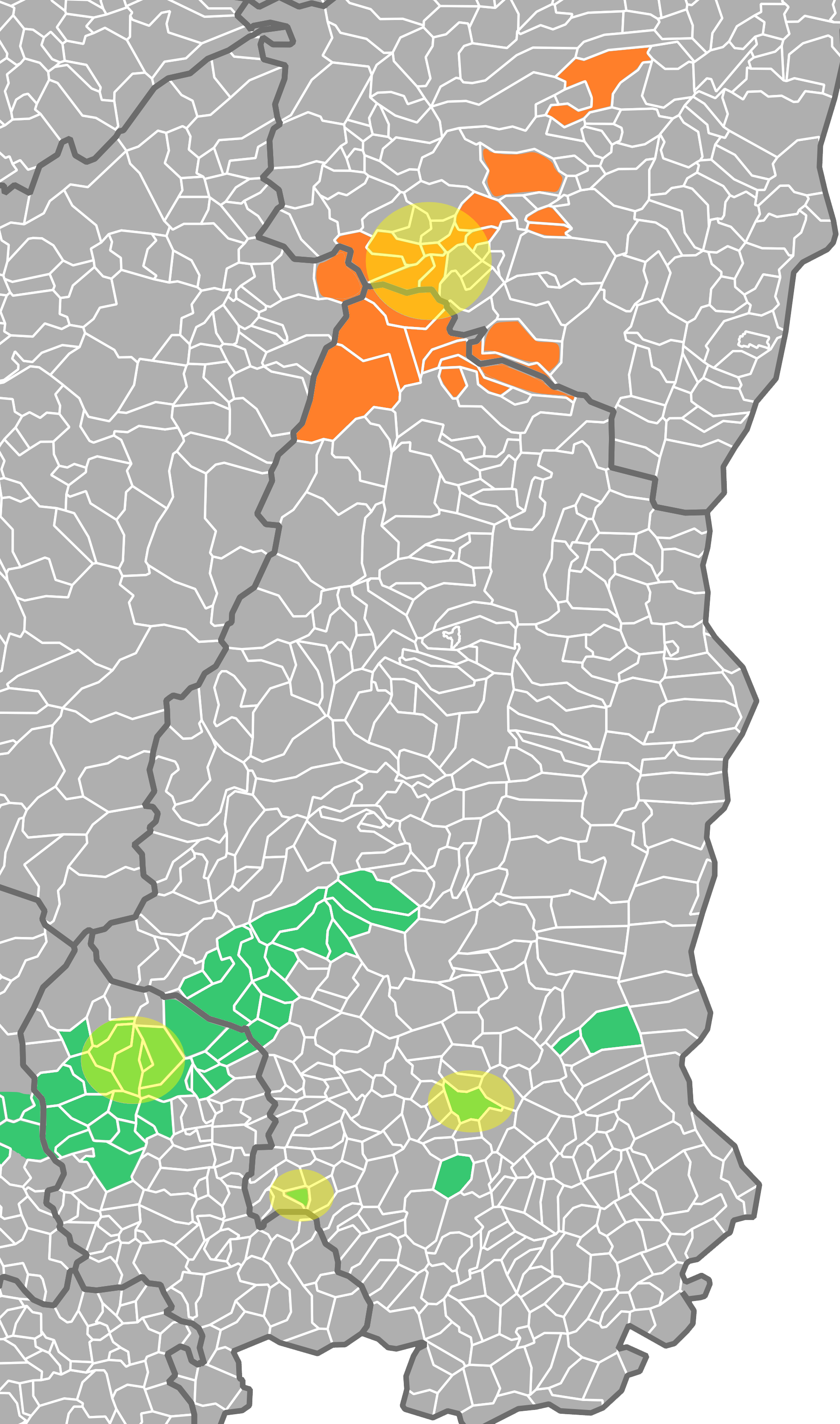
Le Haut-Rhin et les départements voisins.

Les deux zones de recherches sont principalement situées en Alsace, la principale est située au sud du Haut-Rhin dans la moitié de ce qui deviendra le Territoire de Belfort, l'autre est situé au nord du département, dans la vallée de Villé.
Le gisement exploré est le prolongement de celui de Ronchamp, tous deux appartiennent au même bassin stéphanien recouvert d'un épais Permien.

## Contexte
Au début du XIXe siècle, le département français du Haut-Rhin qui est très industrialisé (coton, sidérurgie et construction mécanique) souffre d'une difficulté d’approvisionnement énergétique en raison du coût du bois local et du charbon de Ronchamp.
C'est alors que plusieurs industriels, ingénieurs et responsables politiques locaux approuvent la nécessité de rechercher de la houille sur le territoire départemental. Par le passé, plusieurs personnes isolées ont déjà tenté des recherches pour découvrir du charbon, mais toutes ces tentatives sont restées infructueuses soit par manque de moyen soit par manque de connaissance.

## Histoire

### Explorations antérieures

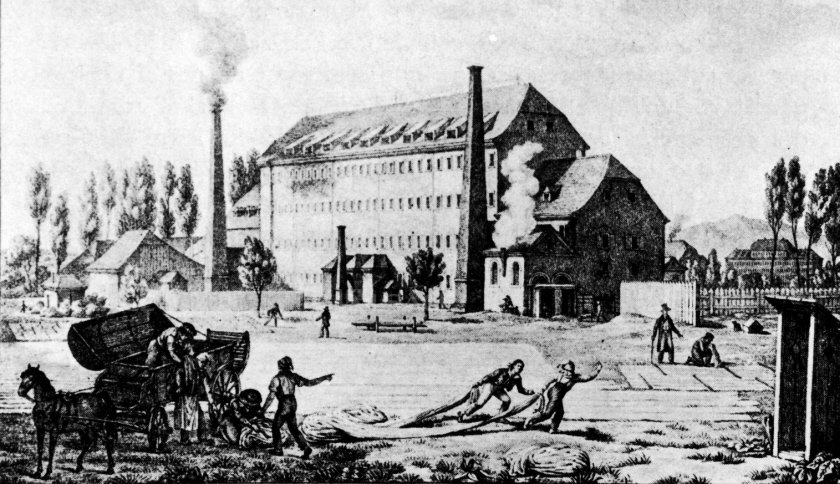
La filature DMC de Mulhouse en 1812, industrie mécanisée consommatrice de charbon.

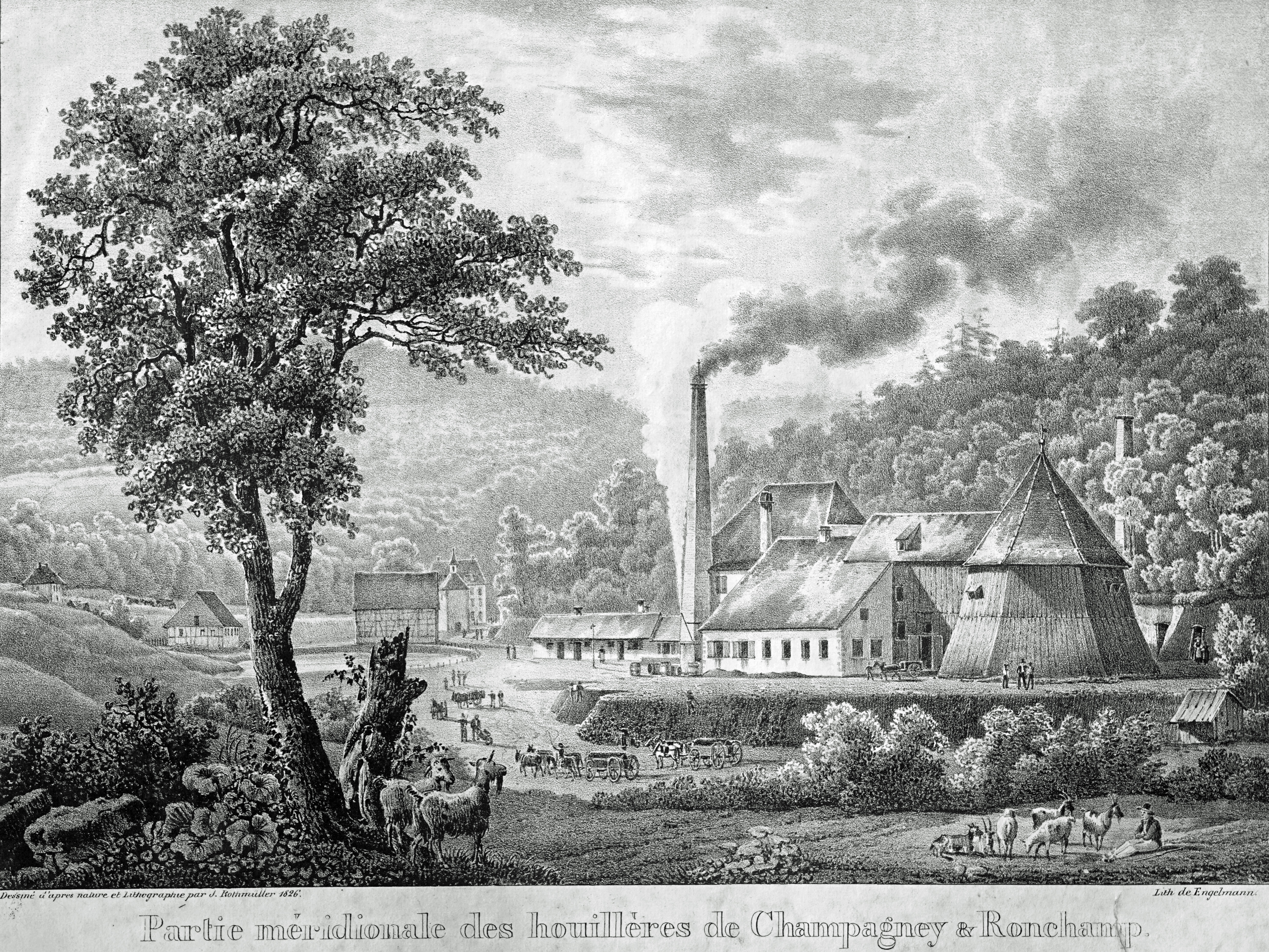
Le puits Saint-Louis est le principal charbonnage de Ronchamp dans les années 1820 et 1830.

En novembre 1820, les ingénieurs Parrot et Voltz ont réalisé chacun un travail de recherche sur les régions pouvant receler de la houille et le coût d'éventuelles prospections. Tous deux désignent la zone située entre Ronchamp et Romagny, ils suggèrent que les industriels alsaciens s'associent pour mener à bien les travaux.
En 1821, une première association est créée par des propriétaires de sociétés manufacturières : MM. Wesserling, Gros Davillier Roman et Cie, soucieux de l'économie du département et de ses biens publics. Un appel est alors lancé à l'intention des industriels locaux, 90 actions sont alors vendues. La société anonyme Saglio, Humann et Gast est créée le 25 janvier 1822 avec une valeur d'action de 600 francs. La compagnie porte le nom d'un maître de forges d'Audincourt qui a déjà mené des prospections pour la recherche de houille et qui s'est allié à la société départementale. Le 2 mars, Monsieur Nœtinguer est nommé directeur des travaux de recherches.

### Première campagne de sondage
Le 14 juin 1822, la « Compagnie pour la recherche de nouvelles mines de houille dans le département du Haut-Rhin et ceux limitrophes » est officiellement constituée avec un nombre d'actions augmenté à 125 et un capital social de 75 000 francs. Parmi les actionnaires se trouvent des membres de grandes familles industrielles alsaciennes comme les Dollfus et les Kœchlin (les deux ayant une histoire liée aux houillères de Ronchamp).

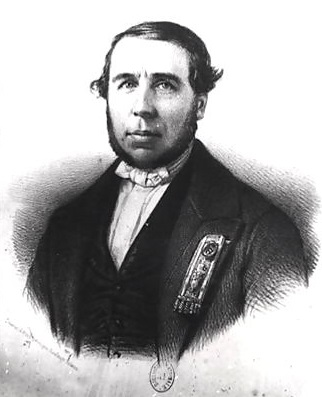
Benoît Fourneyron.

Le 31 mars 1822, le directeur établit un rapport sur les anciens travaux, pour rembourser la compagnie Saglio Humann et Gast et pour étudier les futures zones à explorer. Monsieur Fourneyron, sortant de l'école des mines de Saint-Etienne, est nommé directeur adjoint. Dans ce rapport, Monsieur Nœtinguer explique que le charbon est présent uniquement en des points précis et isolés au pied de la partie orientale du massif des Vosges, sans apparaître à la surface du sol. Selon lui, les deux zones les plus favorables sont situées entre Romagny et Auxelles-Bas, mais aussi Giromagny et Masevaux. Il cite également les terrains à la limite est de la concession de Ronchamp, mais aussi ceux situés autour des communes de Roppe, Burbach-le-Haut, Uffholtz et Saint-Hippolyte. Ces dernières se trouvant sur la route entre les mines de Ronchamp-Champagney et plusieurs établissements industriels alsaciens, elles sont donc stratégiques pour concurrencer les mines saônoises.
Un autre rapport rédigé par Monsieur Fourneyron reconnaît la probable existence de la houille à Étueffont, Rougegoutte et d'autres villages cités par son supérieur. En revanche, il s'oppose à continuer les travaux vers Bruebach et Illfurth qui n’appartiennent pas au bassin houiller. Il est favorable à l'idée d'augmenter les surveillances des chantiers et accorder des primes d'encouragement aux ouvriers comme Monsieur Nœtinguer.
Le 30 septembre 1823, la compagnie a déjà dépensé un tiers de la valeur de ses actions, le 31 octobre suivant, le conseil décide de faire appel aux deux tiers restants pour continuer les travaux. Le 31 mai 1824, Monsieur Nœtinguer résilie son contrat de directeur et d’actionnaire, mais il continue d'assurer sa fonction pendant six mois.

### Deuxième campagne de sondage
Le 1er novembre 1824, le conseil décide à l'unanimité de reconstituer la compagnie pour trois ans en offrant la possibilité à de nouveaux actionnaires de se présenter. En 1825, les travaux reprennent sous la direction de Monsieur Mallat, ancien élève de l'école des mines de Saint-Étienne, il a comme adjoint Monsieur Blim. La même année, le travail de nuit est supprimé. En mars 1827, Monsieur Blim remplace Monsieur Mallat au poste de directeur. Au mois de juin suivant, la société est reconstituée pour trois ans, huit actionnaires quittent la compagnie.
La société s'intéresse ensuite au bassin houiller de la vallée de Villé où il existe deux concessions :
- la concession de Lalaye accordée à la comtesse de Choiseul, Madame de Suffren et Messieurs Commart frères possède une surface de 49 hectares et inclut les communes de Lalaye (qui connait une exploitation par galerie) et Bassemberg mais aussi des fragments des villages de Fouchy, Villé, Breitenau, Neuve-Église ;
- la concession d'Erlenbach à Messieux Cuny et Couleaux frères possède une surface de 27 hectares et inclut les communes d'Erlenbach et de Trimbach ainsi qu'une petite partie de Villé.

Les deux concessions appartiennent à Monsieur Cuny depuis le 1er juin 1826.
Monsieur Nœtinguer crée la compagnie du Bas-Rhin, basée à Colmar qui entreprend des recherches en dehors des concessions et des affleurements, sans succès. Le 1er avril 1829, le conseil de la compagnie du Haut-Rhin et Monsieur Cuny s'accordent pour des recherches dans les deux concessions et pour le partage des bénéfices en cas de mise en exploitation. Le matériel de recherche est repris sur les anciens sondages réalisés dans le sud du Haut-Rhin. Malgré toutes les recherches effectuées, seules des veinules de houille inexploitables sont rencontrées. La compagnie est mise en liquidation le 30 mai 1832 puis dissoute, tout le matériel, les archives et le budget restant sont donnés au département et à la Société industrielle de Mulhouse qui rédige son rapport sur l'histoire de la société en 1834.
Au total, la compagnie a dépensé 109 580,87 francs pour ses travaux de recherche qui, bien que négatifs ou peu convaincants, permettent de mieux connaître le sous-sol du département et de conclure que les sources d'énergie doivent y être importées mais aussi que les gisements houillers qui bordent le massif des Vosges n'égalent pas l'importance de celui exploité par les houillères de Ronchamp.

## Travaux

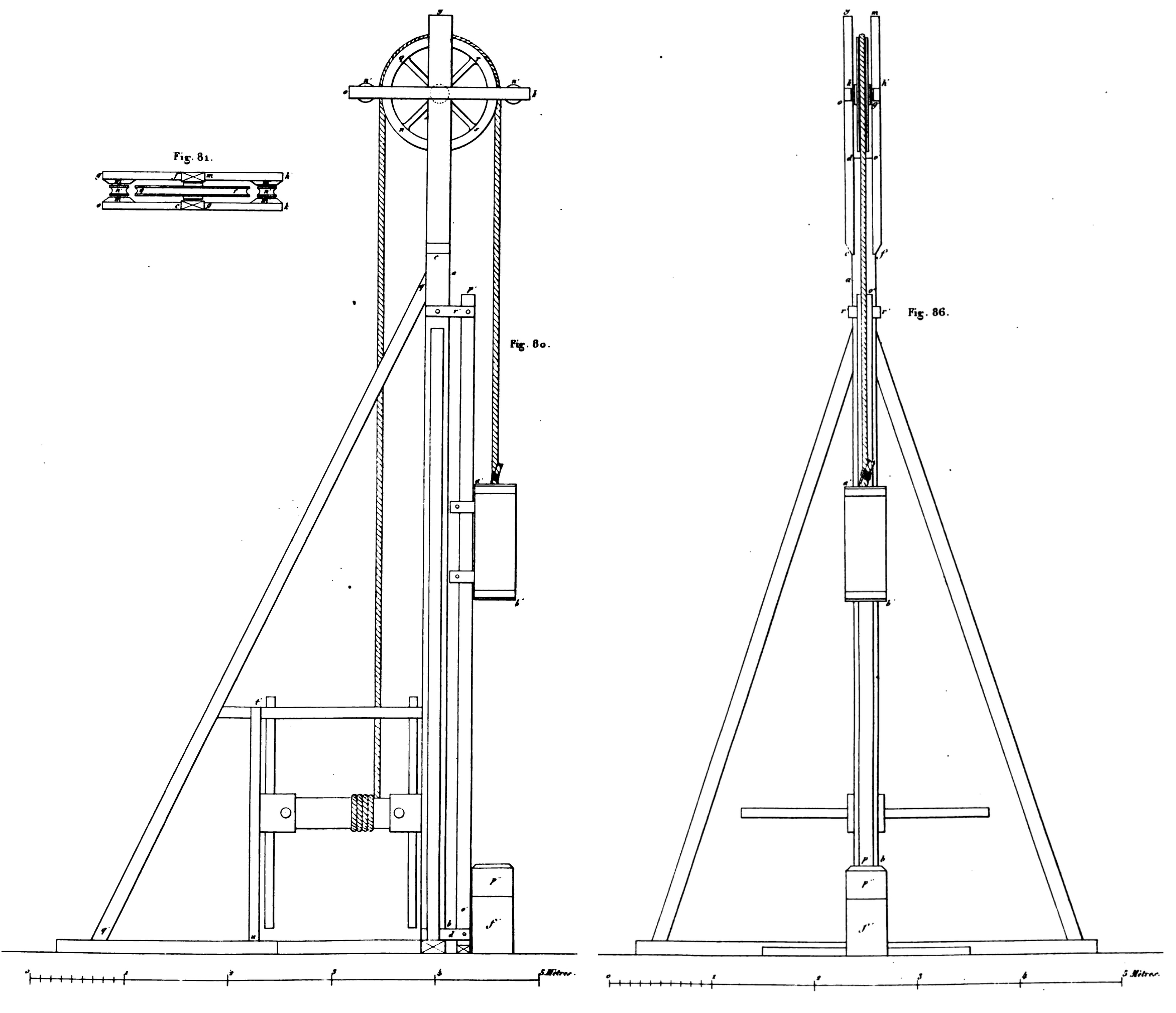
Exemple de machinerie pouvant être utilisée pour les sondages.

### Travaux de la compagnie Struch
Depuis 1806, cette compagnie prospecte les environs d'Uffholtz. Elle découvre de l'anthracite à deux endroits distincts. Au lieu-dit Schmidtenrang, trois couches de schiste anthraciteux l'une de 2 mètres, les deux autres de 0,5 mètre chacunes sont découvertes parallèles les unes aux autres avec un pendage de 45° vers le nord-est. Au lieu-dit Holzmacher, une couche anthraciteuse de 6 mètres d'épaisseur et d'un pendage de 45° à 50° vers le nord est découverte. Plusieurs puits et galeries sont entrepris dans ce gisement, 50 000 francs y sont dépensés jusqu'en 1824. Une fusion faillit avoir lieu avec la société départementale, mais est annulée faute d’accord.

### Puits de la société Saglio Humann et Gast
La compagnie a creusé plusieurs puits sur différents terrains qu'elle a acquis. Un premier puits, situé à Étueffont-Bas, traverse le banc de grès et de schistes houillers et quelques feuillets de houille avant de rencontrer un dérangement de couche et d'être abandonné. Un second puits, creusé à Étueffont-Haut, est abandonné pour les mêmes raisons après avoir traversé 78 mètres de grès rouges. Un troisième puits est creusé à Romagny.
Un quatrième puits est creusé dans le grès à Grosmagny, mais il est abandonné, car le terrain ancien trop proche réduit les chances de trouver du charbon.
Un autre puits creusé à Rougegoutte est arrêté dans le même type de roche à faible profondeur. L'enfoncement moyen de ces différents puits est de 12,19 mètres.

### Sondage d'Étueffont-Bas
La société Saglio, Humann et Gast décide d'entreprendre un sondage sur la commune d'Étueffont avant 1822 à 243,84 mètres de l'ancien puits, le directeur pense alors rencontrer le charbon à 73,15 mètres, mais il est abandonné avant d'avoir atteint cette profondeur.
Les travaux sont poursuivis après la fusion avec la société départementale. Il est abandonné le 10 octobre 1822 à 73,76 mètres de profondeur à la suite d'un accident. Le fonçage n'a alors pas dépassé le grès rouge et la compagnie y a dépensé 3 632,15 francs.

### Sondage d'Étueffont-Haut
Le sondage est creusé dans la même commune à partir du 10 avril 1822, il atteint le terrain houiller à 115,52 mètres. Le 16 juin 1823 alors que la société a dépensé 12 355,37 francs et que le sondage ne donne plus d’espoir de découvrir du charbon, un accident provoque son abandon.

### Sondage de Grosmagny
Creusé entre le 30 octobre 1822 et le 13 juin 1824, ce sondage établi à Grosmagny atteint la profondeur de 137,82 mètres, sans résultat positif, il a coûté 8 861,17 francs.

### Sondage de Rougegoutte
Ce sondage creusé à Rougegoutte entre le 19 novembre 1822 et le 20 juin 1827 rencontre le terrain de transition après avoir traversé 243,84 mètres de grès rouge. Il est arrêté à 249,61 mètres et a coûté 33 602,10 francs. Il ne rencontre pas le terrain houiller.

### Travaux d'Illfurth
Une galerie est creusée à Illfurth, au pied de la montagne de Letel en 1773 sur une quarantaine de mètres. Elle rencontre une couche mesurant à peine plus d'un centimètre sur plus d'un mètre de long. Plus loin quatre veines de lignite épaisses de 18 cm sont exploitées en neuf brouettées de charbon vendues 176 livres. La galerie est comblée en 1785. Au début du XIXe siècle, les travaux sont relancés par Laurent Weber de Mulhouse et permettent de découvrir deux couches mesurant 3,8 cm, très pyriteuses.
Cette ancienne galerie de 108,51 mètres de long est reprise en décembre 1822 par la compagnie, elle est abandonnée dès janvier 1823, les ingénieurs estimant qu'elle n'a plus aucune chance de rencontrer de la houille après y avoir dépensé 295,25 francs. De plus, cette galerie est très coûteuse, instable et n'a rencontré que quelques fragments de lignite.

### Travail des Passottes
Le 21 juin 1824, la compagnie récupère l'ancien puits commencé par la société Saglio Humann et Gast à Étueffont-Bas. Il est approfondi jusqu’au terrain de transition à 14,94 mètres de profondeur avant qu'une galerie ne soit creusée pour retrouver des veines de houille identifiées par le puits, mais c'est un échec et le puits est remblayé dès le 31 mai 1825. Un petit sondage est alors entrepris à proximité mais il rencontre le terrain de transition à faible profondeur. 6 247,70 francs sont dépensés par les deux sociétés pour ces travaux.

### Sondage de Gelbenheim
Creusé entre le 20 août 1824 et le 3 février 1825, ce sondage atteint la profondeur de 70,31 mètres sans dépasser les couches de grès tertiaires, il a coûté 1 893 francs.

### Sondage de Felon
Ce sondage est creusé sur le territoire de la commune de Felon entre le 6 avril 1825 et le 3 mai 1828. Alors qu'il est toujours dans le grès rouge à 190,12 mètres sous la surface, un accident précipite son abandon après que la compagnie y a dépensé 16 089,39 francs.

### Puits de Romagny
Le puits est creusé avant 1822 à Romagny par la société Saglio Humann et Gast. Le fonçage est repris par la société départementale le 7 juillet 1825. Une galerie est creusée en suivant l'inclinaison d'une petite couche de houille rencontrée mais les résultats sont décevants et le charbonnage est abandonné en février 1826. Ce puits a coûté 2 701,12 francs aux deux compagnies.

### Sondage d'Étueffont-Haut II
Troisième sondage entrepris à Étueffont, il est commencé le 6 juillet 1827, il rencontre le terrain houiller dès 8,53 mètres, mais sans résultat positif, il est abandonné dans le terrain de transition à 38,40 mètres de profondeur, la compagnie a dépensé 803,05 francs pour ce sondage.

### Sondage de Romagny
Le sondage débute le 11 novembre 1827, il rencontre un terrain présumé d'anthracite, mais sans charbon visible à 117,04 mètres. Après avoir dépensé 4 974,08 francs, la compagnie l'abandonne le 8 février 1829 après avoir traversé 127,41 mètres de roches,.

### Sondage d'Erlenbach
Également appelé sondage de Villé, il est creusé sur la commune d'Albé entre le 16 juin 1829 et le 21 juillet 1830. Après avoir rencontré de faibles veinules de houille, il entre dans le terrain de transition de 9,14 mètres. Il est finalement abandonné à 102,36 mètres après avoir coûté 4 510,60 francs à la compagnie.

### Sondage de Fouchy
La compagnie décide de creuser son dernier sondage à Fouchy, commencé en avril 1829 et achevé le 28 octobre 1831, il est directement passé du grès rouge au terrain de transition à 172,21 mètres. La compagnie a déboursé 13 615,89 francs pour son creusement.

## Aspects sociaux

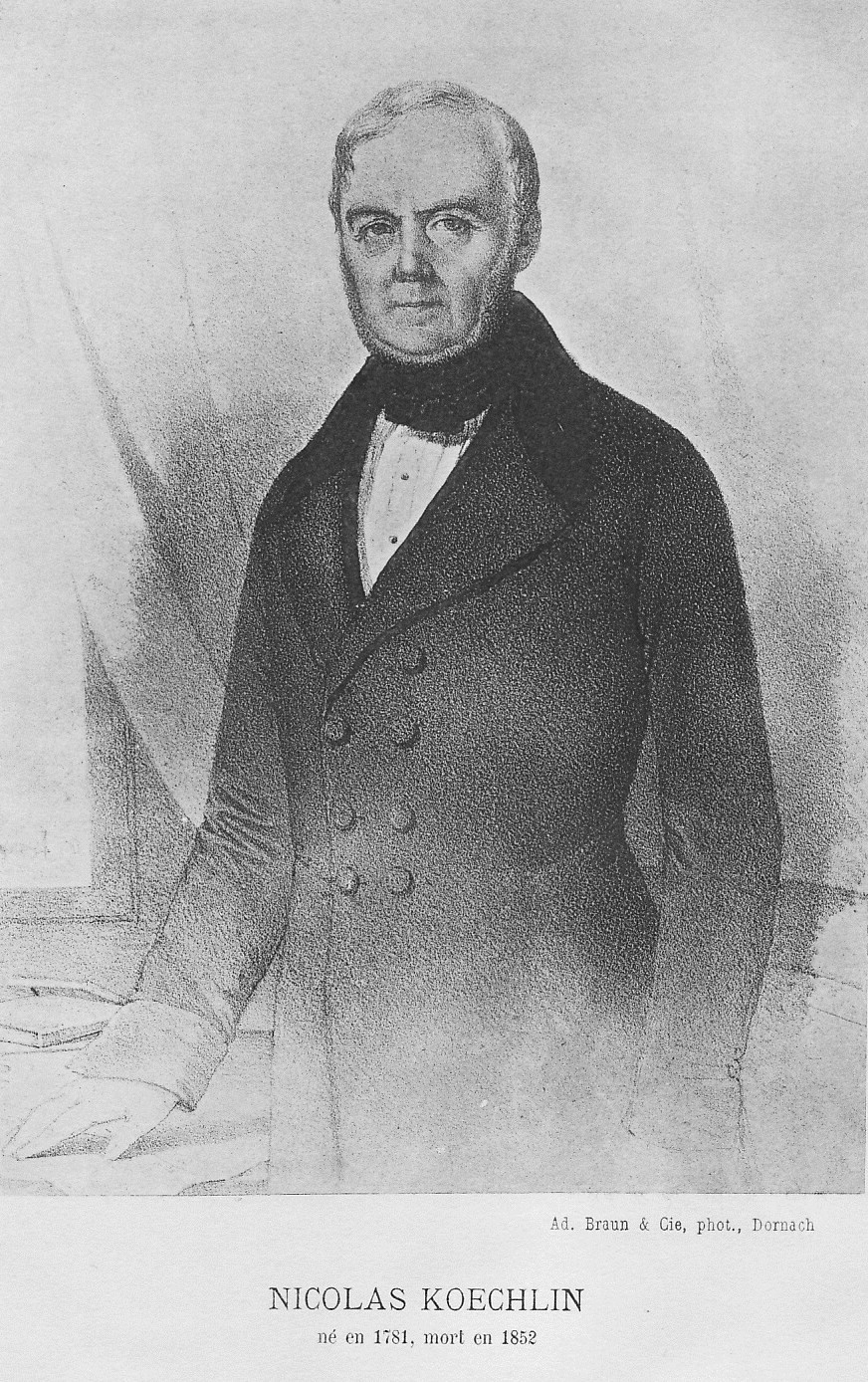
Nicolas Koechlin.

La société emploie quelques ouvriers pour effectuer les forages.
Le président du conseil d’administration est Nicolas Koechlin.
Liste des directeurs :
- Monsieur Nœtinguer (1822-1824) ;
- Monsieur Mallat (1824-1827) ;
- Monsieur Blim (1827-1832).

Liste des directeurs adjoints :
- Benoît Fourneyron (1822-1824) ;
- Monsieur Blim (1824-1827).